# Тецудзі Муракамі
Тецудзі Муракамі (яп. 村上 哲次; 31 березня 1927, Сідзуока, Японія — 24 січня 1987, Париж, Франція) — японський майстер карате, один із піонерів поширення цього бойового мистецтва в Європі. Він був першим японським інструктором карате, який оселився у Франції, і відіграв ключову роль у розвитку карате в багатьох європейських країнах.

## Біографія

### Ранні роки та навчання
Тецудзі Муракамі народився 31 березня 1927 року в префектурі Сідзуока, Японія. У шкільні роки він практикував кендо, яке було обов'язковим у японських школах того часу. У 19 років він почав вивчати карате-до стилю Шотокан під керівництвом майстра Масадзі Ямагучі, одного з перших учнів Ґічін Фунакоші. Протягом десяти років Муракамі також вивчав кендо, айкідо та іайдо.

### Переїзд до Європи
У 1957 році, на запрошення Анрі Пле, Муракамі прибув до Франції, де почав викладати карате у Французькій академії бойових мистецтв. Він став першим японським майстром карате, який оселився у Франції. У 1959 році він відкрив власну школу «Йосейкан» у Парижі, де викладав карате, айкідо та кендо. Згодом Муракамі поширив своє викладання на інші країни Європи, включаючи Італію, Югославію, Португалію, Швейцарію, Німеччину та Англію, а також на Північну Африку, зокрема Алжир.

### Перехід до стилю Шотокай
У 1968 році Муракамі повернувся до Японії, де познайомився з майстром Шіґеру Еґамі, головою організації Шотокай. Під впливом Еґамі Муракамі змінив свій підхід до карате, інтегрувавши техніку «ірімі» та інші принципи Шотокай у свою практику. Після повернення до Європи він став представником стилю Шотокай і продовжив викладати карате відповідно до нових принципів.

### Внесок у розвиток карате
Муракамі був відомий своєю харизмою та високим рівнем майстерності, що приваблювало багатьох учнів. Серед його відомих учнів були Луїс Карвальо, Патрік Герберт, Антоніо Малтоні, Борко Йованович, Леопольдо Феррейра, П'єр-Джон Бойєр та Жозе Іво Пінто Мендес. У 2017 році, через 30 років після його смерті, було опубліковано книгу з ката стилю Шотокай, яку Муракамі підготував перед своєю смертю, але не встиг опублікувати.

### Смерть
Тецудзі Муракамі помер 24 січня 1987 року в Парижі, Франція, після боротьби з онкологічним захворюванням.